# Covelas (Viseu)
Covelas é uma aldeia da freguesia de Ribafeita, concelho de Viseu.
Esta aldeia situa-se no norte do concelho, tendo como limite norte, o rio Vouga.

## Património
Do seu património edificado, destaca-se a sua capela, algumas casas centenárias, bem como uma ponte romana sobre o Rio Vouga, que fazia a ligação entre Viseu e Porto pela antiga estrada Romana.